# La Complice (film, 1933)
Pour les articles homonymes, voir La Complice.
Pour plus de détails, voir Fiche technique et Distribution.
La Complice est un film français réalisé par Giuseppe Guarino, sorti en 1933.

## Fiche technique
- Titre : La Complice
- Autre titre : Entre deux forces
- Réalisation : Giuseppe Guarino
- Musique : Lionel Cazaux et Georges Tzipine
- Production : Pax Film
- Pays d'origine :  France
- Format :  Noir et blanc - 35 mm - Son mono
- Genre : Policier
- Durée : 73 minutes
- Date de sortie : France - 17 février 1933

## Distribution
- Jean Bradin
- Régine Poncet
- Georges Périgneaux
- Paul Menant
- Philippe Richard
- R. Brunell
- Guitarre